# Булакув
Булакув (пол. Bułaków) — село в Польщі, у гміні Поґожеля Гостинського повіту Великопольського воєводства.
Населення — 468 осіб (2011).
У 1975-1998 роках село належало до Лешненського воєводства.

## Демографія
Демографічна структура станом на 31 березня 2011 року:
|          | Загалом | Допрацездатний вік | Працездатний вік | Постпрацездатний вік |
| -------- | ------- | ------------------ | ---------------- | -------------------- |
| Чоловіки | 236     | 45                 | 168              | 23                   |
| Жінки    | 232     | 50                 | 121              | 61                   |
| Разом    | 468     | 95                 | 289              | 84                   |